# Phlattothrata parva
Phlattothrata parva là một loài nhện trong họ Linyphiidae.
Loài này thuộc chi Phlattothrata. Phlattothrata parva được Wladislaus Kulczynski miêu tả năm 1926.